# بوهديمة
بوهديمة، حي يقع وسط جنوب مدينة بنغازي الليبية، يحده كل من أحياء بلعون، الهواري والليثي. والحدائق.  
يوجد به مقر البريد الرئيسي سابقا ومديرية أمن بنغازي 
التي وقعت فيها مواجهات أبان اندلاع أحداث ليبيا 2011 
وتعرضت للهجوم من قبل الجماعات المتطرفة في عام 2014 ودخلت في مواجهات مع شباب المنطقة وقوات المسلحة الليبية
اشتهرت منطقة بوهديمة نظرا لمساندة شباب المنطقة لقوات المسلحة والجهات الأمنية من بداية المواجهات وإغلاقهم للطرقات ومحاولة عرقلة تحركات الإرهاب وسقوط ما يقارب 400 شخص من هذا الحي 
ويمر حي بوهديمة بشارع فينيسيا ويعد من أقدم أحياء المدينة حيث نشأ في بداية الخمسينيات. 